# Michael Keränen
Michael Keränen, född 4 januari 1990, är en svenskfödd finländsk professionell ishockeyspelare som är kontrakterad till NHL-organisationen Minnesota Wild och spelar för deras primära samarbetspartner Iowa Wild i American Hockey League (AHL). Han har tidigare spelat på lägre nivåer för Ilves i Liiga och Lempäälän Kisa i Mestis.
Keränen blev aldrig draftad av någon NHL-organisation.

## Statistik
| 2009–2010     | Ilves          | Liiga         | 1   | 0  | 0  | 0   | 0   | —  | — | — | — | — |
| 2010–2011     | Ilves          | Liiga         | 42  | 5  | 6  | 11  | 45  | —  | — | — | — | — |
|               | Lempäälän Kisa | Mestis        | 9   | 7  | 4  | 11  | 4   | —  | — | — | — | — |
| 2011–2012     | Ilves          | Liiga         | 44  | 6  | 5  | 11  | 20  | 5  | 0 | 0 | 0 | 2 |
| 2012–2013     | Ilves          | Liiga         | 56  | 13 | 14 | 27  | 10  | 5  | 1 | 4 | 5 | 0 |
| 2013–2014     | Ilves          | Liiga         | 52  | 17 | 35 | 52  | 47  | —  | — | — | — | — |
| 2014–2015     | Iowa Wild      | AHL           | 70  | 10 | 27 | 37  | 22  | —  | — | — | — | — |
| 2015–2016     | Minnesota Wild | NHL           | 1   | 0  | 0  | 0   | 0   | —  | — | — | — | — |
|               | Iowa Wild      | AHL           | 13  | 4  | 4  | 8   | 8   | —  | — | — | — | — |
| NHL totalt    | NHL totalt     | NHL totalt    | 1   | 0  | 0  | 0   | 0   | —  | — | — | — | — |
| AHL totalt    | AHL totalt     | AHL totalt    | 83  | 14 | 31 | 45  | 30  | —  | — | — | — | — |
| Liiga totalt  | Liiga totalt   | Liiga totalt  | 195 | 41 | 60 | 101 | 122 | 10 | 1 | 4 | 5 | 2 |
| Mestis totalt | Mestis totalt  | Mestis totalt | 9   | 7  | 4  | 11  | 4   | —  | — | — | — | — |